# Antarktisk vikval
Antarktisk vikval (Balaenoptera bonaerensis) är en art i familjen fenvalar som i sin tur tillhör underordningen bardvalar.

## Systematik
Tidigare betraktades vanlig vikval och antarktisk vikval som en enda art och vissa zoologer har fortfarande denna uppfattning. Nyare studier av individernas mitokondriellt DNA förespråkar en uppdelning i två arter. Undersökningar bekräftade dessutom att antarktisk vikval är vikvalens närmaste släkting och att de tillsammans bildar en klad.

## Utbredning
Antarktisk vikval förekommer i alla havsområden söder om ekvatorn. Under sommaren vistas individerna nära Antarktis men under vintern förekommer de längre norrut och utbredningsområdet överlappar delvis med dvärgformen av den vanliga vikvalen.

## Kännetecken
Antarktisk vikval är en av de minsta fenvalarna och även en av de minsta bardvalar. Bland fenvalarna är endast den vanliga vikvalen mindre och bland bardvalar är dessutom dvärgrätvalen mindre. Antarktisk vikval når en längd mellan 7,2 och 10,7 meter samt en vikt mellan 5,8 och 9,1 ton. I genomsnitt är honor en meter längre än hannar. Nyfödda ungar är 2,4 till 2,8 meter långa.
Valen är på ovansidan mörkgrå och på undersidan vitaktig. Bröstfenorna är mörka med vita kanter. På så sätt skiljer sig arten från den vanliga vikvalen som har en vit strimma i mitten av bröstfenorna. Även i färgsättningen av andra kroppsdelar skiljer de sig lite från varandra.

## Valfångst
Se även: Valfångst
Den första individen av antarktisk vikval fångades (det registrerades inte om den var en vanlig vikval eller en antarktisk vikval, men det var troligen den senare) av ett brittiskt fartyg under säsongen 1950/51. Antalet ökade och under säsongen 1957/58 dödades 493 individer. Liknande antal fångades under de följande åren med undantag av säsongen 1967/68 med en fångst på 605 valar. 1971/72 dödades 3 021 antarktiska vikvalar. För att bevara beståndet bestämde den internationella valfångstkommissionen (IWC) en kvot på 5 000 individer för säsongen 1972/73 men värdet överskreds med 745 valar.